# Eberhard Gutsleff (1654–1724)
Eberhard Gutsleff (Urvaste, 1654. március 21. – Tallinn, 1724. december 30.) balti német teológus, bibliafordító

## Élete
Apja Johann Gutslaff, anyja Anna Habern (1620 körül – 1674 után) volt. 1675 és 1677 közt a Wittenbergi Egyetemen teológiát hallgatott. 1681 és 1700 közt diakónus, 1700-tól haláláig a tallinni Szentlélek-templom lelkésze volt. 1704 és 1706 közt közreműködött az Újszövetség észt nyelvre történő lefordításában. 1715-ben fiával, Heinrich Gutsleff-fel együtt ő vezette a fordítás végső szerkesztését. Részt vett a teljes Biblia észtre fordításában is, e munka 1739-ben jelent meg Tallinnban. 1725 februárjában a tallinni Szent Olaf-templomban temették el.
Felesége Catharina Niederhoff volt (elhunyt: 1710). Két fia született, Heinrich Gutsleff lelkipásztor és bibliafordító, valamint ifjabb Eberhard Gutsleff, Saaremaa tisztviselője.

## Fordítás
- Ez a szócikk részben vagy egészben  az   Eberhard Gutsleff der Ältere című német Wikipédia-szócikk ezen változatának fordításán alapul.  Az eredeti cikk szerkesztőit annak laptörténete sorolja fel. Ez a jelzés csupán a megfogalmazás eredetét és a szerzői jogokat jelzi, nem szolgál a cikkben szereplő információk forrásmegjelöléseként.